# Turán
Turán (en ruso: Тура́н) es una ciudad de la república de Tuvá, Rusia, localizada a 70 km al noroeste de Kizil, la capital de la república, y a poca distancia al sur del krai de Krasnoyarsk. Según el censo ruso de 2002, contaba con 5598 habitantes.

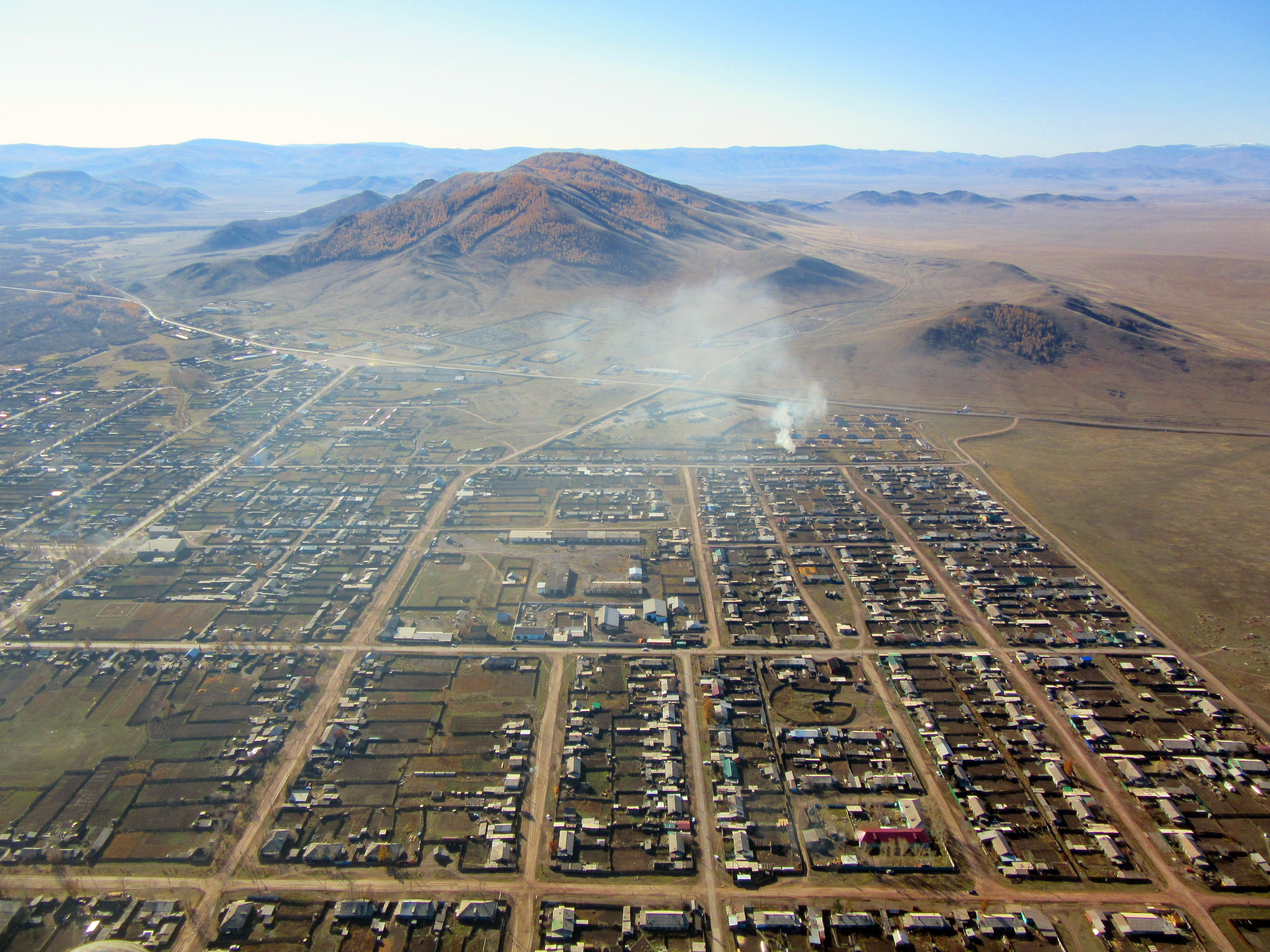
Turán en verano

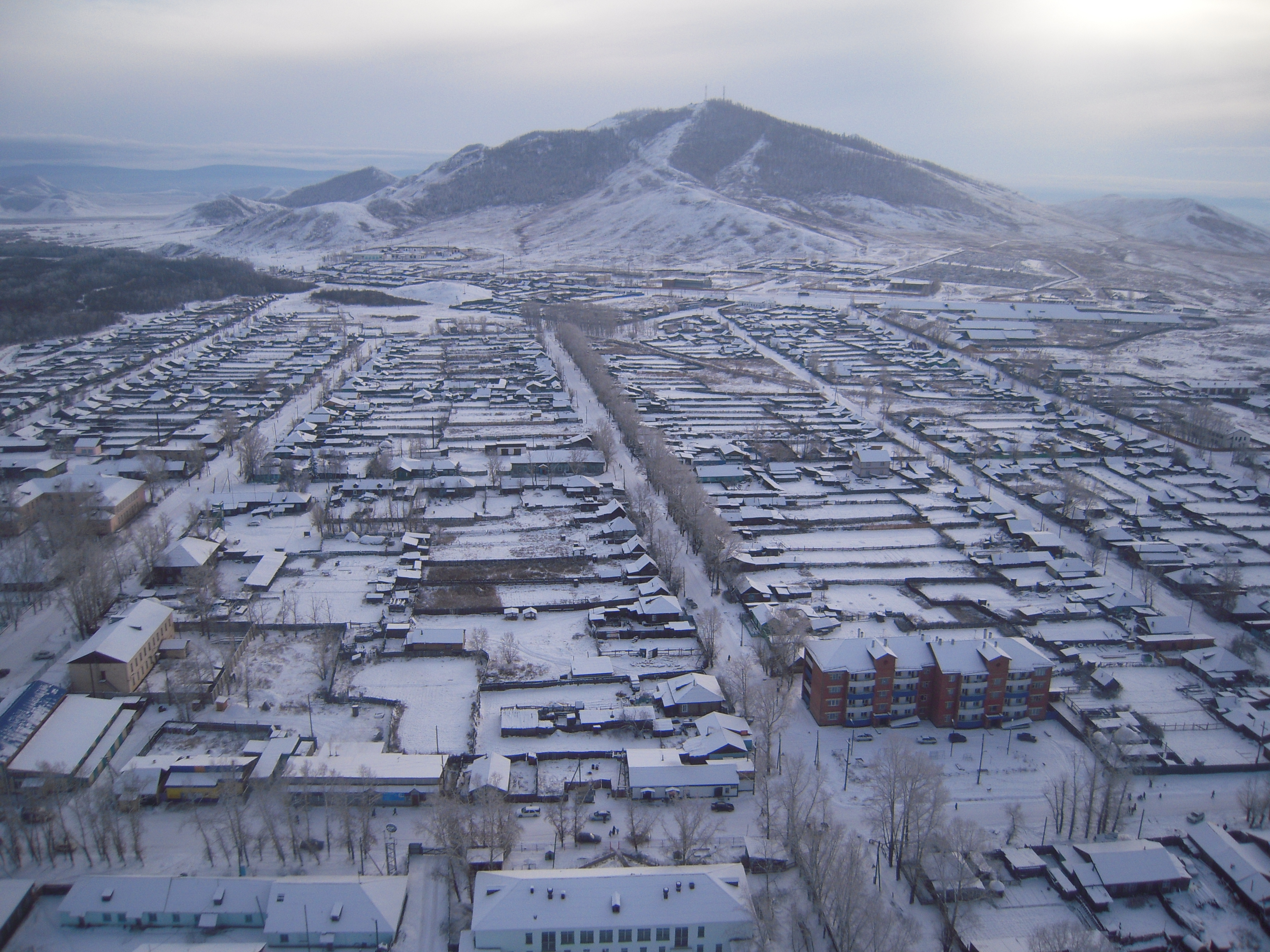
Y en invierno

Turan, cuyo nombre proviene de una palabra turca que significa “país salino”, fue fundada en 1885 por colonos rusos de Siberia, consiguiendo el estatus de ciudad en 1945. Cuenta con aeropuerto.
- Datos: Q196710
- Multimedia: Turan (Tuva Republic) / Q196710